# Dosan Sovon
Dosan Sovon (korejsko 도산서원; handža: 陶山書院) je bil ustanovljen leta 1574 v današnjem Andongu v Južni Koreji v spomin na in štiri leta po smrti korejskega konfucijanskega učenjaka Ji Hvanga s strani nekaterih njegovih učencev in drugih korejskih konfucijanskih avtoritet. Ji Hvang se je na to lokacijo upokojil leta 1549 in začel graditi objekt, zasebno korejsko konfucijansko akademijo, ki je ponujala pouk klasike in častila modrece z rednimi spominskimi obredi.
Tako kot druge korejske konfucijanske akademije ima tudi Dosan Sovon dva namena: izobraževanje in spomin. Lokacija je bila v Koreji dobro znana kot ena vodilnih akademij in je bila več kot 400 let dom šole mišljenja Tegje. Čeprav je izobraževalna funkcija objekta že zdavnaj prenehala, so spominske slovesnosti potekale in se še vedno odvijajo dvakrat letno.
Starodavna akademija je leta 1575 prejela kraljevo listino od kralja Sondža in je bila od leta 1975 do 2007 upodobljena na hrbtni strani južnokorejskega bankovca za 1000 vonov (oznaka serije BOK II (나) 1983–2002).

## Gradnja
Kompleks Dosan Sovon sestavljajo predavalnica »Dosan Sodang«, ki jo je zgradil Tegje in kjer je poučeval svoje učence. Na njej še vedno visi plošča z napisom »Dosan Sovon«, ki jo je podaril kralj Sondžo, »Nongun Džongsa« (študentski dom) in kvadratni lotosov ribnik »Džongjodang«.
Dosan Sodang je sestavljena iz treh delov: izpostavljenega nadstropja, velike sobe in kuhinje. Ker Tegje ni bil bogat, je za dokončanje gradnje te stavbe potreboval štiri leta. Na enem od stebrov na koncu Dosan Sodanga še vedno visi majhna tabla z napisom »Dosan Sovon«, čigar kaligrafijo je Tegje napisal sam.
Če natančno pogledate tla Dosan Sodanga, boste videli prizidek iz lesenih desk. Eden od Tegjevih učencev, Džongu, je Tegjeju priporočil, da razširi nadstropje stavbe, da bi lahko sprejel več učencev. Čeprav je slednji  zavrnil Džongujevo priporočilo, so Džongu in njegovi sošolci, medtem ko je bil Tegje odsoten, na tla na hitro pritrdili lesene deske. Posledično ta del tal ni ravno eleganten po konstrukciji in videzu (glej galerijsko fotografijo spodaj).
Vrt je majhen, vendar je Tegje v vzhodnem delu kompleksa izkopal majhen kvadratni ribnik, imenovan Džongudang, kjer je vzgojil lotosove cvetove, v zahodnem delu pa posadil marelice. Tegje je marelice, bambus, krizanteme in borovce imenoval »prijatelji«, vendar je imel najraje marelice.

## Galerija
- Jangpangak (založniški center) v Dosan Sovon, kjer so nastajali lesorezi pomembnih besedil
- Knjižnica – dvignjena, da se prepreči poškodba vsebine zaradi vlage
- Dosan Sodang (predavalnica) na hrbtni strani bankovca za 1000 von, ki prikazuje Džongujeve na hitro pritrjene lesene deske
- Sodobna muzejska stavba v kompleksu Dosan Sovon
- Dosan Sodang in Džongjodang na hrbtni strani bankovca za 1000 von